# هارولد والتون
هارولد والتون (1874 - 9 ديسمبر 1960 في نيوزيلندا) (بالإنجليزية: Harold Walton)‏ هو لاعب كريكت نيوزلندي.

## وصلات خارجية
- هارولد والتون على موقع إي آس بي آن كريك إنفو (الإنجليزية)